# Roberto Romanello
Roberto Claudio Romanello (* Oktober 1976 in Italien) ist ein professioneller britischer Pokerspieler aus Wales. Er gewann ein Bracelet bei der World Series of Poker, das Main Event der World Poker Tour sowie das Main Event der European Poker Tour und ist damit einer von neun Pokerspielern, die die sogenannte Triple Crown vollendet haben.

## Persönliches
Roberto Romanello zog als Kind mit seiner Familie nach Wales, wo er mit drei Brüdern als Sohn eines Restaurantbesitzers aufwuchs. Er besuchte die Penyrheol Comprehensive School in Swansea, wo er auch heute noch lebt.

## Pokerkarriere
Romanello kam im Jahr 2005 zum Poker, nachdem er aufgrund einer dreimonatigen Verletzung, die er sich beim Fußball zugezogen hatte, zu Hause bleiben musste. Er begann im örtlichen Casino zu spielen und sich eine Bankroll aufzubauen. Der Brite wurde von der Onlinepoker-Plattform partypoker gesponsert und spielte dort unter dem Nickname WelshWizard.
Seine erste Geldplatzierung bei einem Live-Turnier erzielte Romanello Mitte April 2006 in Swansea. Anfang August 2006 war er erstmals bei der World Series of Poker (WSOP) im Rio All-Suite Hotel and Casino am Las Vegas Strip erfolgreich und belegte beim Main Event den 312. Platz für rund 40.000 US-Dollar Preisgeld. Mitte Februar 2010 kam er beim Main Event der European Poker Tour (EPT) in Kopenhagen an den Finaltisch und beendete das Turnier auf dem sechsten Platz für ein Preisgeld von umgerechnet rund 100.000 US-Dollar. Im Dezember 2010 gewann der Brite das EPT-Main-Event in Prag mit einer Siegprämie von 640.000 Euro. Anfang April 2011 war er auch beim Main Event der World Poker Tour (WPT) siegreich und entschied das Turnier in Bratislava für sich. Dafür setzte er sich gegen 197 andere Spieler durch und erhielt rund 140.000 Euro. Bei der WSOP 2016 kam Romanello bei einem Turnier in der Variante No Limit Hold’em an den Finaltisch und belegte den dritten Platz für knapp 150.000 US-Dollar Preisgeld. Mitte November 2018 gewann er das High Roller der partypoker Caribbean Poker Party in Nassau auf den Bahamas und erhielt eine Siegprämie von 450.000 US-Dollar. Beim Main Event der partypoker Millions Europe im King’s Resort in Rozvadov belegte der Brite Mitte August 2019 den mit 170.000 Euro dotierten sechsten Rang. Im Juli 2020 setzte er sich bei einem Turnier der aufgrund der COVID-19-Pandemie auf GGPoker ausgespielten World Series of Poker Online durch und erhielt über 215.000 US-Dollar sowie ein Bracelet. Mit seinem Sieg avancierte Romanello zum neunten Spieler, der sich Turniertitel bei allen drei großen Turnierserien WSOP, WPT und EPT sicherte. Diese Leistung wird als Triple Crown bezeichnet.
Insgesamt hat sich Romanello mit Poker bei Live-Turnieren mehr als 4,5 Millionen US-Dollar erspielt und ist damit der erfolgreichste walisische Pokerspieler.